# اچ‌ام‌اس الکساندرا (۱۸۷۵)
اچ‌ام‌اس الکساندرا (۱۸۷۵) (به انگلیسی: HMS Alexandra (1875)) یک کشتی بود. این کشتی در سال ۱۸۷۵ ساخته شد.